# Ixora polyantha
Ixora polyantha är en måreväxtart som beskrevs av Robert Wight. Ixora polyantha ingår i släktet Ixora och familjen måreväxter.

## Underarter
Arten delas in i följande underarter:
- I. p. champeauxiana
- I. p. polyantha